# دین در دانمارک

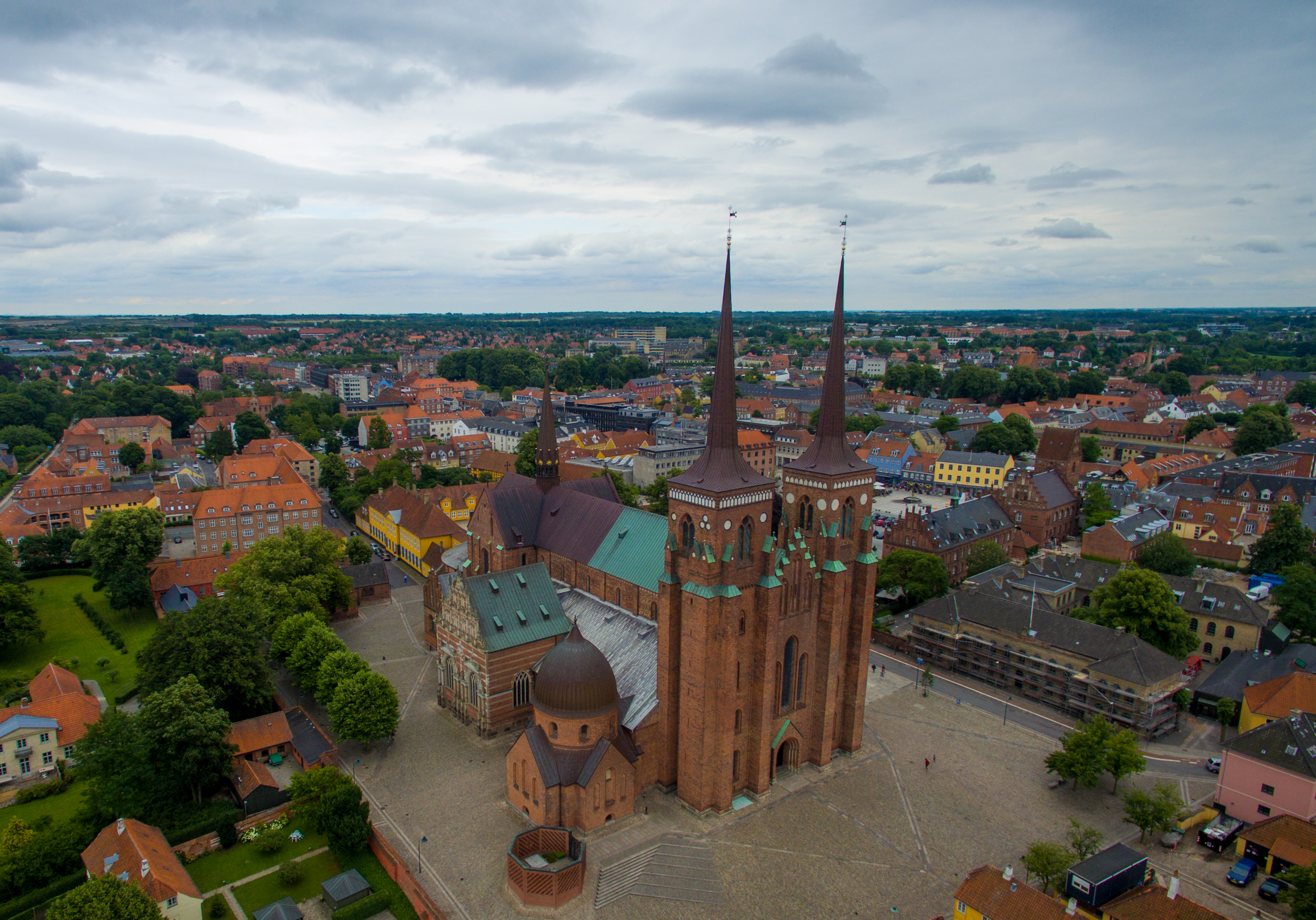
کلیسای جامع روسکلیده از قرن پانزدهم مدفن اعضای خانواده سلطنتی دانمارک بوده‌است. این کلیسا در سال ۱۹۹۵ به عنوان میراث جهانی ثبت شد.

دین در دانمارک غالباً مسیحیت در قالب کلیسای انجیلی لوتری دانمارک (دانمارکی: Folkekirken)، دین دولتی این کشور، است. دانمارک یک کشور سکولار نیست زیرا با وجود وزیر امور کلیسایی پیوندی قوی بین کلیسا و دولت وجود دارد. دیگر ادیان اصلی نیز به‌طور پراکنده در بین مردم یافت می‌شود. در ژانویه ۲۰۲۰، 74.4 از جمعیت دانمارک اعضای ثبت شده کلیسای دانمارک (Den Danske Folkekirke)، کلیسای رسمی تثبیت شده، بودند که از نظر طبقه‌بندی پروتستان و از نظر جهت‌گیری لوتری است. این میزان نسبت به سال قبل ۰٫۶ درصد و نسبت به دو سال قبل ۱٫۲ درصد کاهش یافته‌است. با وجود ارقام بالای عضویت، تنها ۳ درصد از مردم به‌طور منظم در مراسم یکشنبه شرکت می‌کنند و تنها ۱۹ درصد از دانمارکی‌ها دین را بخش مهمی از زندگی خود می‌دانند.

## سیاست و دولت

### قانون اساسی دانمارک
قانون اساسی دانمارک شامل تعدادی از بخش‌های مربوط به دین است.
- §۴ کلیسای انجیلی لوتری دانمارک را به عنوان کلیسای دولتی دانمارک تثبیت می‌کند.
- ۶ فرمانروای دانمارک را ملزم می‌کند که عضو کلیسای دولتی باشد.
- §۶۷ آزادی پرستش را اعطا می‌کند.
- §۶۸ بیان می‌کند که هیچ‌کس ملزم نیست شخصاً در هیچ نوع مذهبی غیر از دین خود مشارکت کند. از آنجا که یارانه‌های دولتی مشارکت شخصی محسوب نمی‌شود[۶] کلیسای دانمارک - طبق ۴ § - جدا از از مالیات کلیسا که توسط اعضای کلیسا پرداخت می‌شود یارانه دریافت می‌کند. کلیسای دانمارک تنها گروه مذهبی است که از دولت حمایت مستقیم مالی دریافت می‌کند. سایر گروه‌های مذهبی می‌توانند از طریق کسر مالیاتی کمک‌هایشان، حمایت غیرمستقیم دریافت کنند.[۷]
- §۷۰ آزادی مذهب را از طریق تضمین این که حقوق مدنی و سیاسی را نمی‌توان به دلیل نژاد یا اعتقادات مذهبی لغو کرد، تضمین می‌کند. در ادامه آمده‌است که نمی‌توان از باورهای مذهبی و نژادی برای معافیت از وظایف مدنی استفاده کرد.
- ۱۷۱ تضمین می‌کند که هیچ‌کس نمی‌تواند به دلیل اعتقادات مذهبی زندانی شود.

## یادداشت
1. ↑  کلیسای دانمارک کلیسای تثبیت شده یا دین رسمی در دانمارک و گرینلد است، کلیسای جزایر فارو در سال 2007 مستقل شد.